# ホールトン (メイン州)
ホールトン（英: Houlton）は、アメリカ合衆国メイン州の町。アルーストック郡の郡庁所在地である。人口は6,055人（2020年）。州間高速道路95号線の北端の町として知られる。また冷戦時代に子供の親善大使となったサマンサ・スミスの生誕地としても知られている。町では毎年ホールトン農業祭が開催されている。
アルーストック郡の郡庁所在地なので「シャイア・タウン」と呼ばれる。ホールトン高校のスポーツチームは「シャイア・タウナーズ」という名称である。メダックスニキーグ川が町の中心を流れ、カナダのニューブランズウィック州との国境は町の中心から東に5キロメートルの位置にある。町内にリッカー・カレッジがあったが、1978年に閉鎖された。
町の主要住宅地区と中心部は、同じホールトンという名前の国勢調査指定地域になっている。連邦政府が認定するマリシート族インディアンのホールトン・バンドがここに住んでいる。

## 歴史
ホールトンとなった地域は、数千年前から先住民族の様々な文化が続いていた。有史時代に入ると、アルゴンキン語を話すマリシート族インディアンが住んでいた。
アメリカ独立戦争から数十年後に、イギリス系アメリカ人開拓者アーロン・パットナムとジョセフ・ホールトンが村を造った。彼らは1807年に人口の多いマサチューセッツ州の部分からメインに移ってきたホールトンにちなんで、その村をホールトンと名付けた。メインは1820年にマサチューセッツ州から分離し、独立したメイン州となった。
1828年、アメリカ合衆国政府がこの地域で、軍事基地であるハンコック・バラックスを設立した。ホールトンは1831年に公式に町として法人化された。1839年、カナダとの国境を巡ってアルーストック戦争が燃え上がったとき、第1砲兵連隊の3個中隊が、R・M・カービー少佐の下にハンコック・バラックスに駐屯した。カービー少佐は、武力戦争の始まりからメイン州が派遣した12個民兵中隊を抑えることに貢献した。1842年のウェブスター＝アッシュバートン条約によって、国境紛争が解決され、1847年には陸軍がハンコック・バラックスを放棄した。
第一次世界大戦のとき、アメリカ陸軍がハンコックに初の大西洋を越えるラジオ情報局を設置した。このホールトン・ラジオ情報局はドイツの特にナウエン送信局からの外交的連絡を傍受した。イギリスのMI-8がラジオ情報サービスを創設し、この大戦の間、無線傍受によって情報戦略を支援するという唯一の目的のためにアメリカ陸軍信号司令部の選抜した人員を利用した。アメリカ合衆国情報部はホールトンをその種の最初の施設として建設し、それが成功したことで、アメリカ合衆国がさらに多くの長距離無線傍受局を設立する基礎を築くことになった。
1927年1月7日、AT&Tが最初のニューヨークとロンドンを結ぶ大西洋横断電話サービスを開始した。AT&Tの大西洋横断受信局はハンド・レーンの端部、北緯46度07分37秒 西経67度53分03秒 / 北緯46.1270度 西経67.8841度 にあり、町の中心から西に2マイル (3 km) 離れていた。大型の受信アンテナは、長さ3マイル (5 km) 以上、幅2マイル (3 km) あり、ホールトンの町の中心の西4マイル (6 km) で、現在の州間高速道路95号線を跨いでいた。この受信局はニューヨーク州ロッキーポイントのRCAにあるAT&Tの大型長波送信施設と共同して動いた。この受信局は、イングランドのラグビーに近いイギリス総合郵便局ラグビー送信局からの長波電話信号を受けた。
アメリカ陸軍は1941年に、カナダ国境に隣接してホールトン陸軍航空基地を設立した。アメリカ合衆国が第二次世界大戦に参入する以前、アメリカ陸軍のパイロットがこの基地に飛行機を飛ばしていた。彼らはイギリス連邦の一員であるカナダに直接飛んでいくことができなかった。それはアメリカの中立という位置づけに反することだったからだった。土地の農夫がトラクターを使って飛行機をカナダに引いて行き、そこではカナダ人がウッドストック・ハイウェイを閉鎖して、飛行機の滑走路として使えるようにしていた。アメリカ合衆国は1941年12月7日に日本が真珠湾を攻撃した後で参戦した。
ニュージーランド空軍のパイロットで士官のジョージ・ニューオール・ハリソンが、1942年12月5日に、ハドソン爆撃機をイギリスに運ぼうとしているときに、滑走路の南500ヤード (450 m) で墜落し死亡した。生存者がハリソンの遺骸を退役兵のためのエバーグリーン墓地に埋葬した。第二次世界大戦中に、他にも数人のニュージーランド兵がアメリカ合衆国の中で埋葬された。19歳の無線通信士ヘンリー・ボードウィック軍曹も、そこで死亡し埋葬された。カナダのブリティッシュコロンビア州バンクーバー出身だった。ホールトンのアメリカン・リージョン基地は、これらイギリス連邦の戦争墓地を維持している。
ホールトン陸軍航空基地は1944年7月に閉鎖された。1944年、陸軍はホールトン陸軍航空基地の主要部をキャンプ・ホールトンの戦争捕虜収容施設として使った。その最盛期には、3,700人のドイツ兵捕虜を収容していた。戦争捕虜に労働を強いることはジュネーブ会議の取決めに反していた。しかし彼らは自発的に働くことができた。キャンプ・ホールトンは労働者に地元農園で、豆類を収穫し、ジャガイモを集めるなどの仕事を与えた。安全のために、政府は全ての戦争捕虜が農園で働くことを認めなかった。働くことを選んだ捕虜の大半は、捕獲者を傷つけたり問題を起こしたりすることを望まなかった。多くの農夫は、捕虜が敵兵であるよりも良い労働者としてその農場で働く者と考えるようになった。農夫達は捕虜に1日1ドルの仮証券を支払い、捕虜たちはそれを基地の店で使い、トイレタリー、タバコ、チョコレート、あるいはビールと交換した。捕虜が本国に送還された後、陸軍は1946年にキャンプ・ホールトンを閉鎖した。その後この場所はホールトン国際空港として再開発された。

## 地理
アメリカ合衆国国勢調査局に拠れば、町域全面積は36.73平方マイル (95.13 km2)であり、このうち陸地36.71平方マイル (95.08 km2)、水域は0.02平方マイル (0.05 km2)で水域率は0.05%である。ホールトンの町内をメダックスニキーグ川が流れている。
ホールトンの中に州間高速道路95号線の北端出口2か所がある。ホールトン/ウッドストック国境検問所はホールトン中心街の東にあり、州間高速道路95号線の北端となっている。アメリカ国道1号線とアメリカ国道2号線も町を通っており、町の中心では短区間合流している。
| ホールトン（1981年–2010年平均）の気候 | ホールトン（1981年–2010年平均）の気候 | ホールトン（1981年–2010年平均）の気候 | ホールトン（1981年–2010年平均）の気候 | ホールトン（1981年–2010年平均）の気候 | ホールトン（1981年–2010年平均）の気候 | ホールトン（1981年–2010年平均）の気候 | ホールトン（1981年–2010年平均）の気候 | ホールトン（1981年–2010年平均）の気候 | ホールトン（1981年–2010年平均）の気候 | ホールトン（1981年–2010年平均）の気候 | ホールトン（1981年–2010年平均）の気候 | ホールトン（1981年–2010年平均）の気候 | ホールトン（1981年–2010年平均）の気候 |
| 月                                    | 1月                                   | 2月                                   | 3月                                   | 4月                                   | 5月                                   | 6月                                   | 7月                                   | 8月                                   | 9月                                   | 10月                                  | 11月                                  | 12月                                  | 年                                    |
| ------------------------------------- | ------------------------------------- | ------------------------------------- | ------------------------------------- | ------------------------------------- | ------------------------------------- | ------------------------------------- | ------------------------------------- | ------------------------------------- | ------------------------------------- | ------------------------------------- | ------------------------------------- | ------------------------------------- | ------------------------------------- |
| 最高気温記録 °F （°C）                | 58 (14)                               | 62 (17)                               | 79 (26)                               | 86 (30)                               | 96 (36)                               | 97 (36)                               | 97 (36)                               | 99 (37)                               | 93 (34)                               | 82 (28)                               | 71 (22)                               | 59 (15)                               | 99 (37)                               |
| 平均最高気温 °F （°C）                | 22.3 (−5.4)                           | 26.5 (−3.1)                           | 36.1 (2.3)                            | 49.9 (9.9)                            | 63.8 (17.7)                           | 72.5 (22.5)                           | 77.6 (25.3)                           | 75.9 (24.4)                           | 66.9 (19.4)                           | 53.9 (12.2)                           | 40.8 (4.9)                            | 28.6 (−1.9)                           | 51.2 (10.7)                           |
| 平均最低気温 °F （°C）                | 0.9 (−17.3)                           | 3.6 (−15.8)                           | 15.0 (−9.4)                           | 28.3 (−2.1)                           | 38.5 (3.6)                            | 47.8 (8.8)                            | 53.8 (12.1)                           | 51.6 (10.9)                           | 43.2 (6.2)                            | 33.0 (0.6)                            | 24.4 (−4.2)                           | 10.3 (−12.1)                          | 29.2 (−1.6)                           |
| 最低気温記録 °F （°C）                | −41 (−41)                             | −36 (−38)                             | −31 (−35)                             | −6 (−21)                              | 18 (−8)                               | 28 (−2)                               | 32 (0)                                | 30 (−1)                               | 20 (−7)                               | 10 (−12)                              | −14 (−26)                             | −34 (−37)                             | −41 (−41)                             |
| 降水量 inch （mm）                    | 2.74 (69.6)                           | 2.10 (53.3)                           | 2.66 (67.6)                           | 2.79 (70.9)                           | 3.40 (86.4)                           | 3.71 (94.2)                           | 3.71 (94.2)                           | 3.78 (96)                             | 3.35 (85.1)                           | 3.84 (97.5)                           | 4.06 (103.1)                          | 3.35 (85.1)                           | 39.48 (1,002.8)                       |
| 降雪量 inch （cm）                    | 21.3 (54.1)                           | 16.0 (40.6)                           | 17.2 (43.7)                           | 5.5 (14)                              | .1 (0.3)                              | 0 (0)                                 | 0 (0)                                 | 0 (0)                                 | .1 (0.3)                              | .8 (2)                                | 7.3 (18.5)                            | 15.6 (39.6)                           | 83.8 (212.9)                          |
| 平均降水日数 （≥0.01 in）             | 11.9                                  | 9.9                                   | 11.6                                  | 11.9                                  | 13.0                                  | 12.8                                  | 13.0                                  | 11.5                                  | 10.3                                  | 12.7                                  | 12.3                                  | 12.8                                  | 143.6                                 |
| 平均降雪日数 （≥0.1 in）              | 9.3                                   | 7.8                                   | 6.9                                   | 2.7                                   | 0                                     | 0                                     | 0                                     | 0                                     | .1                                    | .5                                    | 2.8                                   | 7.9                                   | 38.0                                  |
| 出典：NOAA (極値 1948–)               |                                       |                                       |                                       |                                       |                                       |                                       |                                       |                                       |                                       |                                       |                                       |                                       |                                       |

## 人口動態

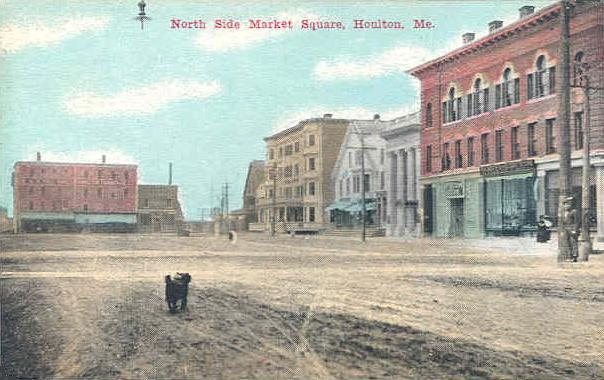
マーケット広場、1911年

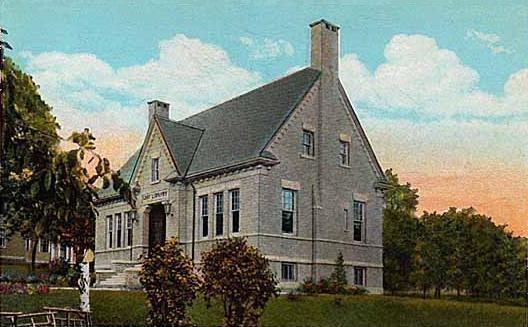
キャリー図書館、ジョン・カルヴィン・スティーブンスが設計したカーネギー図書館である

### 2010年国勢調査
以下は2010年国勢調査による人口統計データである。
| 基礎データ - 人口: 6,123 人 - 世帯数: 2,556 世帯 - 家族数: 1,563 家族 - 人口密度: 64.4人/km2（166.8 人/mi2） - 住居数: 2,822 軒 - 住居密度: 29.7軒/km2（76.9 軒/mi2） 人種別人口構成 - 白人: 91.0% - アフリカン・アメリカン: 0.7% - ネイティブ・アメリカン: 5.8% - アジア人: 0.5% - その他の人種: 0.4% - 混血: 1.7% - ヒスパニック・ラテン系: 1.1% | 年齢別人口構成 - 18歳未満: 22.4% - 18-24歳: 7.2% - 25-44歳: 22.9% - 45-64歳: 27.6% - 65歳以上: 19.8% - 年齢の中央値: 43歳 - 性比（女性100人あたり男性の人口） - 総人口: 88.6 世帯と家族（対世帯数） - 18歳未満の子供がいる: 30.2% - 結婚・同居している夫婦: 43.2% - 未婚・離婚・死別女性が世帯主: 13.5% - 非家族世帯: 38.8% - 単身世帯: 33.9% - 65歳以上の老人1人暮らし: 17.1% - 平均構成人数 - 世帯: 2.27人 - 家族: 2.87人 |

### 2000年国勢調査
以下は2000年国勢調査による人口統計データである。
| 基礎データ - 人口: 6,476 人 - 世帯数: 2,677 世帯 - 家族数: 1,654 家族 - 人口密度: 68.0人/km2（176.2 人/mi2） - 住居数: 2,994 軒 - 住居密度: 31.5軒/km2（81.5 軒/mi2） 人種別人口構成 - 白人: 94.19% - アフリカン・アメリカン: 0.29% - ネイティブ・アメリカン: 4.23% - アジア人: 0.48% - 太平洋諸島系: 0.08% - その他の人種: 0.09% - 混血: 0.63% - ヒスパニック・ラテン系: 0.43% 年齢別人口構成 - 18歳未満: 23.7% - 18-24歳: 7.1% - 25-44歳: 26.0% - 45-64歳: 21.9% - 65歳以上: 21.3% - 年齢の中央値: 40歳 - 性比（女性100人あたり男性の人口） - 総人口: 87.5 - 18歳以上: 82.4 | 世帯と家族（対世帯数） - 18歳未満の子供がいる: 29.5% - 結婚・同居している夫婦: 47.4% - 未婚・離婚・死別女性が世帯主: 11.0% - 非家族世帯: 38.2% - 単身世帯: 34.3% - 65歳以上の老人1人暮らし: 18.0% - 平均構成人数 - 世帯: 2.29人 - 家族: 2.94人 収入と家計 - 収入の中央値 - 世帯: 26,212米ドル - 家族: 34,812米ドル - 性別 - 男性: 27,623米ドル - 女性: 20,991米ドル - 人口1人あたり収入: 14,007米ドル - 貧困線以下 - 対人口: 17.7% - 対家族数: 13.5% - 18歳未満: 21.0% - 65歳以上: 15.8% |

## 見どころ
- アマジーン邸、1882年建設、アメリカ合衆国国家歴史登録財に指定
- アルーストック郡庁舎と監獄
- アルーストック郡歴史協会と美術館
- ブラックホーク・パットナム酒場
- キャリー図書館
- エドワード・Lクリーブランド邸
- ホールトン・ユニタリアン教会
- ウォルターP・マンサー邸

## 著名な出身者
- マーカス・デイヴィス、総合格闘家、UFCに参加
- サマンサ・スミス、子供の親善大使、1983年にソビエト連邦の最高指導者ユーリ・アンドロポフと会見したことで知られる。13歳の時に飛行機事故で死亡